# 九龍巴士N76線
九龍巴士N76線是香港新界一條已停辦的通宵路線，來往落馬洲及上水。本路線的落馬洲總站（新田公共運輸交匯處），按地區分界屬元朗區，因此本路線是一條跨區路線，不過不少市民卻誤認為落馬洲總站屬北區，而且該總站離元朗市中心甚遠。

## 概要
- 2003年1月27日：九巴開辦N76線，以配合皇崗口岸全日24小時旅客通關，來往上水及落馬洲，途經粉嶺公路，沿途不停站，只於兩邊總站上落客[1]。
- 2014年1月18日：與N270線一同取消服務，並合併為新路線N73，是2013年「北區區域性巴士路線重組」中最後一組實施的路線改動。[2]

配合北區「區域性巴士路線重組」，此路線原訂於2013年9月7日的第三階段與N270線合併為N73線，並改為往來落馬洲及大埔中心，但計劃暫時擱置，以便諮詢沙田區議會。
此線原決定將於2014年1月18日起與N270線一同取消服務，並合併為新路線「N73」。惟北區區議會就N73線的班次及落馬洲總站位置安排上仍有強烈意見，最終有關方面於1月14日晚上確定N73線如期投入服務，九巴亦已於沿線分站貼上宣傳單張及於翌日（2014年1月15日）發出相關新聞稿。

## 服務時間（詳細班次）
| 每日落馬洲開 | 每日落馬洲開 | 每日落馬洲開 | 每日落馬洲開 | 每日落馬洲開 |
| ------------ | ------------ | ------------ | ------------ | ------------ |
| 23:40        | 00:00        | 00:20        | 00:40        | 01:00        |
| 01:20        | 01:40        | 02:00        | 02:20        | 02:40        |
| 03:00        | 03:20        | 03:40        | 04:00        | 04:20        |
| 04:40        | 05:00        | 05:20        | 05:40        |              |
| 每日上水開   |              |              |              |              |
| 00:00        | 00:20        | 00:40        | 01:00        | 01:20        |
| 01:40        | 02:00        | 02:20        | 02:40        | 03:00        |
| 03:20        | 03:40        | 04:00        | 04:20        | 04:40        |
| 05:00        | 05:20        | 05:40        | 06:00        |              |

## 收費
- 全程收費：$9.4

| - 本線設有12歲以下小童及65歲或以上長者半價優惠。 - 65歲或以上香港居民使用「樂悠咭」，以及12歲以下合資格殘疾兒童使用「殘疾人士身份」個人八達通繳付車資，均可享有每程$2.0或半價（以較低者為準）的票價優惠；12至64歲合資格殘疾人士使用「殘疾人士身份」個人八達通（包括「樂悠咭」），以及60至64歲香港居民使用「樂悠咭」繳付車資，均可享有每程$2.0或全費（以較低者為準）的票價優惠。 - 65歲或以上長者如使用長者或一般個人八達通繳付車資，則只可享有半價優惠；12至64歲合資格殘疾人士如不使用「殘疾人士身份」個人八達通，以及60至64歲人士如不使用「樂悠咭」繳付車資，必須繳付全費。 - 乘客可以現金或八達通於上車時付款，不設找續。 - 每位成人乘客可免費攜帶最多兩名4歲以下而不佔座位的兒童乘客乘車，超額之4歲以下小童必須繳付小童車費乘車。 - 持有「九巴月票」之乘客在車票有效期內，每日可享最多10程任何九龍巴士及龍運巴士路線（包括本路線，以及聯營路線的九龍巴士／龍運巴士提供的班次；惟乘搭機場「A」及「NA」線則可享原價二七折優惠（不會計算每天10次合資格車程））；而B1線則每日可享最多各2程（不會計算每天10次合資格車程）。 - 九龍巴士、城巴、龍運巴士及陽光巴士全職員工及家屬（不包括外判職員）可免費乘搭本路線，惟必須拍職員或職員家屬八達通。 - 乘客亦可透過多元化電子支付系統（e度嘟）繳付車資，包括使用非接觸式VISA卡、JCB卡、萬事達卡、銀聯卡、美國運通、大來國際、Discover Card、Apple Pay、Google Pay、Samsung Pay、AlipayHK「易乘碼」、支付寶、WeChatHK／微信支付「搭車碼」、銀聯雲閃付「乘車碼」及BOC Pay「乘車碼」。乘客使用此付款方式，使用此支付方式的乘客可享有中途下車之分段收費，以及與其他九巴／龍運獨營路線或聯營線九巴／龍運班次之轉乘優惠，惟不適用於與非九巴／龍運路線之轉乘優惠，亦不能享有「公共交通費用補貼計劃」及「長者及合資格殘疾人士公共交通票價優惠計劃」。 |

## 行車里數及時間
- 全程行車里數：6.9公里
- 全程行車時間：約18分鐘

## 行車路線
上水開經：龍運街、新運路、掃管埔路、粉嶺公路、新田交匯處及青山公路。
落馬洲開經：青山公路、新田交匯處、粉嶺公路、掃管埔路及新運路。

### 車站一覽
| 九龍巴士N76線（上水→落馬洲） | 九龍巴士N76線（上水→落馬洲） | 九龍巴士N76線（上水→落馬洲） | 九龍巴士N76線（上水→落馬洲） | 九龍巴士N76線（上水→落馬洲） |
| 序號                         | 地區                         | 街道                         | 車站名稱                     | 備註                         |
| ---------------------------- | ---------------------------- | ---------------------------- | ---------------------------- | ---------------------------- |
| 1                            | 上水市中心                   |                              | 上水                         |                              |
| 粉嶺公路                     |                              |                              |                              |                              |
| 2                            | 新田                         |                              | 落馬洲                       | 乘客可在此轉乘皇巴士北上     |

| 九龍巴士N76線（落馬洲→上水） | 九龍巴士N76線（落馬洲→上水） | 九龍巴士N76線（落馬洲→上水） | 九龍巴士N76線（落馬洲→上水） | 九龍巴士N76線（落馬洲→上水） |
| 序號                         | 地區                         | 街道                         | 車站名稱                     | 備註                         |
| ---------------------------- | ---------------------------- | ---------------------------- | ---------------------------- | ---------------------------- |
| 1                            | 新田                         |                              | 落馬洲                       | 乘客可在此站自皇巴士轉乘     |
| 粉嶺公路                     |                              |                              |                              |                              |
| 2                            | 上水市中心                   |                              | 上水                         |                              |

本路線來回程中途不設車站。

## 營運情況
本路線最初受到同時間開辦的上水至皇崗口岸通宵過境巴士競爭，加上皇崗有多條直達市區的24小時過境巴士服務，本線的客量一向偏低，只在港人北上的高峰期間，才有較多乘客。但2004年8月16日港深政府規管過境巴士服務，上水至皇崗通宵過境巴士被下令停駛，新界東居民便需要乘搭本路線往落馬洲轉乘皇巴士，客量開始得到改善。

## 外部連結
- 九巴N76線官方網站路線資料